# Trenton Merricks
Trenton Merricks (/ˈmɛrɪks/) é um filósofo americano e o Professor da Commonwealth de Filosofia na Universidade da Virgínia. Embora o campo principal de estudo de Merricks seja a metafísica, ele também publicou estudos em epistemologia, filosofia da linguagem e filosofia da religião.
Ele é mais conhecido pela sua defesa do niilismo mereológico em obras como Objects and Persons. De acordo com essa teoria, cadeiras, árvores e coisas sólidas como tais não existem. Ao invés das mesmas há sistemas de partículas. Logo, a concepção cotidiana não é correta.

## Estudos filosóficos
Os artigos publicados por Merricks incluem "Persistência e Indiscernibilidade" (Journal of Philosophy), "Sobre a Incompatibilidade de Objetos Perduráveis e Duráveis" (Mind), "Persistência, Partes e Presentismo" (Nous), "Não Há Critérios de Identidade ao Longo do Tempo" (Nous), "Garantia Implica Verdade" (Philosophy and Phenomenological Research), "Variedades de Vaguidade" (Philosophy and Phenomenological Research), e "Composição e Vaguidade" (Mind).
Ele também é autor e publicou quatro livros:
- Objects and Persons (Oxford University Press, 2001)
- Truth and Ontology (Oxford University Press, 2007)
- Propositions (Oxford University Press, 2015)
- Self and Identity (Oxford University Press, 2022)